# Isosticta gracilior
Isosticta gracilior – gatunek ważki z rodziny Isostictidae. Jest endemitem Nowej Kaledonii występującym na jej głównej wyspie – Nowa Kaledonia (fr. Grande Terre).